# Лисала (аэропорт)
Международный аэропорт Лисала (фр. Aéroport de Lisala) (ИАТА: LIQ, ИКАО: FZGA) — небольшой аэропорт, расположенный в 19 км к северо-западу от одноименного города Лисала, провинция Монгала, на севере Демократической Республики Конго. Самая высокая точка в этом районе имеет высоту 472 метра и находится в 1,0 км к северо-западу от аэропорта Лисала. Ненаправленный маяк Лисала (идентификатор: LIS) расположен в 0,4 морских мили (0,7 км) к юго-юго-востоку от аэропорта.